# Величков, Бойчо
Бойчо Петров Величков (болг. Бойчо Пeтpoв Величков; род. 13 августа 1958, София) — болгарский футболист, игравший на позиции нападающего. Легенда клуба «Локомотив» (София).

## Клубная карьера
Воспитанник клуба «Локомотив» (София). В первую команду «железнодорожников» Величков попал в возрасте 17 лет в сезоне 1975/1976, а в следующей кампании уже был основным игроком клуба. В сезоне 1977/1978 с «Локомотивом» он стал чемпионом Болгарии, приняв участие в 22 матчах чемпионата и забив 5 голов. В том же году ему было присвоено звание «Мастер спорта». Всего в национальном чемпионате он сыграл 271 матч и забил 90 голов. С «красно-черными» он также выиграл национальный кубок в сезоне 1981/1982. Он забил первый гол в финальном матче против пловдивского «Локомотива», который помог его команде выиграть со счётом 2:1 и завоевать трофей. Он также провел 19 матчей и забил 5 голов в европейских турнирах — 4 матча с 1 голом в Кубке европейских чемпионов, 4 матча в Кубке обладателей кубков и 11 матчей с 4 голами в Кубке УЕФА, где с «железнодорожниками» вышел в четвертьфинал в сезоне 1979/1980.
После окончания чемпионата мира 1986 года, когда Величкову исполнилось 28 лет, после которых разрешался трансфер за границу, он за 100 000 долларов перешёл во французский клуб «Гавр». Дебютировал в высшем дивизионе Франции 4 августа 1986 года в домашней игре против «Бреста» (1:2). В течение сезона 1986/1987 он сыграл 22 матча и забил 1 гол (24 сентября 1986 против «Сошо» (3:1)).
В конце 1987 года Величков перешел в греческий клуб «Пансерраикос», за который дебютировал 20 декабря 1987 в домашней игре против «Олимпиакоса» (2:2). К концу сезона он сыграл 19 игр и забил 2 гола, но клуб вылетел из высшего дивизиона. В сезоне 1988/1989 Величков сыграл ключевую роль в быстром возвращении клуба в элитный дивизион, став лучшим бомбардиром команды с 15 голами в 28 матчах. В следующем сезоне он провёл 20 игр с 7 голами в высшем дивизионе, после чего завершил карьеру. Впоследствии местные болельщики признали его лучшим иностранным игроком в истории «Пансерраикоса».

## Карьера за сборную
С 1978 по 1980 года выступал за молодёжную сборную Болгарии, в составе которой сыграл 8 матчей и забил 2 гола.
Дебют за национальную сборную Болгарии состоялся 16 января 1979 года в товарищеском матче против сборной Кипра (1:0). Был включён в состав на чемпионат мира 1986 года в Мексике, где сыграл только в матче групповой стадии против сборной Аргентины, заменив на 54-й минуте Стойчо Младенова. Всего Величков сыграл за сборную 27 матчей и забил 4 голов.

#### Голы за сборную
| Голы | Дата            | Место                         | Соперник   | Счёт | Результат | Турнир                  |
| ---- | --------------- | ----------------------------- | ---------- | ---- | --------- | ----------------------- |
| 1.   | 14 октября 1982 | Васил Левски, София, Болгария | Мальта     | 3-0  | 7-0       | Товарищеский матч       |
| 2.   | 27 октября 1982 | Васил Левски, София, Болгария | Норвегия   | 1-0  | 2-2       | Квалификация на ЧЕ 1984 |
| 3.   | 5 декабря 1984  | Васил Левски, София, Болгария | Люксембург | 2-0  | 4-0       | Квалификация на ЧМ 1986 |
| 4.   | 9 апреля 1986   | Васил Левски, София, Болгария | Дания      | 3-0  | 3-0       | Товарищеский матч       |

## Достижения

### «Локомотив» (София)
- Чемпион Болгарии: 1977/1978
- Обладатель Кубка Болгарии: 1981/82